# Châtenay-Malabry
Châtenay-Malabry este un oraș în Franța, în departamentul Hauts-de-Seine, în regiunea Île-de-France. 

## Educație
- CentraleSupélec
- École centrale de Paris

1. ↑  répertoire géographique des communes, accesat în 26 octombrie 2015
2. ↑  dataset of postal codes in France, 1 octombrie 2018